# Georg Thomalla
Georg Valentin Thomalla (Katowice, 14 febbraio 1915 – Starnberg, 25 agosto 1999) è stato un attore e doppiatore tedesco.
Fu interprete di circa 120 film e fu la voce tedesca, tra gli altri, di Bob Hope, Danny Kaye, Jack Lemmon e Peter Sellers.

## Biografia
Georg Valentin Thomalla nasce a Kattowitz, nell'allora Alta Slesia (ora Katowice, Polonia), il 14 febbraio 1915, ultimo dei quattro figli di Blasius Thomalla e Maria Damas.
Nel 1922, in seguito alla spartizione dell'Alta Slesia tra Germania e Polonia, sancita dal plebiscito dell'Alta Slesia, si trasferisce con la propria famiglia in Germania.
Dopo la morte prematura dei genitori (a 9 anni, perde la madre e a 13 il padre) e dopo aver abbandonato il liceo ad un anno dal diploma, decide di prendere la qualifica di cuoco. Nel 1932 si unisce però alla compagnia teatrale di cui fa parte anche il fratello Eduard.
Nel corso degli anni trenta, lavora quindi nei teatri di Gelsenkirchen e Gera.
Nel 1939, fa il proprio debutto sul grande schermo, interpretando una piccola parte nel film, diretto da Joseph von Baky Ihr erstes Erlebnis.
Nel 1957, sposa Margit Mayrl, dalla quale ha un figlio, colpito sin dalla tenera età da problemi cardiaci, in seguito risolti dopo numerose operazioni.
Nel 1958, è, assieme a Romy Schneider e a Paul Hubschmid, tra gli interpreti principali del film, diretto da Alfred Weidenmann, Sissi a Ischia (Scampolo).
Dal 1961 al 1971 è protagonista dei 12 episodi della serie commedia dell'ARD Komische Geschichten mit Georg Thomalla e dal 1982 al 1985 della serie televisiva Ein Abend mit Georg Thomalla
Muore in una clinica di Starnberg, in Baviera, il 25 agosto 1999, all'età di 84 anni, in seguito ad un'infiammazione polmonare.

## Filmografia parziale

### Attore

#### Cinema
- Ihr erstes Erlebnis, regia di Joseph von Baky (1939)
- Il bolide d'argento  (Der große Preis), regia di Karl Anton (1944)
- Sag' die Wahrheit , regia di Helmut Weiss (1946)
- Peter Voss, der Millionendieb , regia di Karl Anton (1946)
- Der Fürst von Pappenheim , regia di Hans Deppe (1952)
- Bei dir war es immer so schön , regia di Hans Wolff (1954)
- Sissi a Ischia (Scampolo), regia di Alfred Weidenmann (1958)
- La ballata dei fantasmi  (Das Spukschloß im Spessart), regia di Kurt Hoffmann (1960)
- Il venditore di uccelli  (Der Vogelhändler), regia di Géza von Cziffra (1962)

#### Televisione
- Komische Geschichten mit Georg Thomalla - serie TV, 12 episodi (1961-1971)
- Ein Abend mit Georg Thomalla  - serie TV, 7 episodi (1982-1985)

### Regista
- Bezauberndes Fräulein  (1953)

## Premi e nomination (lista parziale)
- 1971: Goldener Bildschirm
- 1976: Goldener Vorhang